# 요르요스 파라스케보풀로스
요르요스 파라스케보풀로스(영어: Georgios Paraskevopoulos)는 그리스의 사이클 선수이다. 그는 아테네에서 열린 1896년 하계 올림픽에 참가했다.
파라스케보풀로스는 아테네에서 마라톤까지 갔다 되돌아오는 87km 개인 도로 경기에 참가했다. 이 종목의 기록에 대해서 알 수 있는 것은 그의 순위가 4~7위였다는 것이며 기록조차 알 수 없다.
파라스케보풀로스는 12시간 종목에도 참가했으나 경기를 포기했다.